# O Roma vakeren
O Roma vakeren (v překladu z romštiny Romové hovoří) je pořad připravovaný Českým rozhlasem, který jej uvádí na své stanici Radiožurnál. Jeho vysílání začalo v devadesátých letech 20. století, kdy ho připravovala Jarmila Balážová.
Pořad referuje o životě Romů jak na území České republiky, tak rovněž i za jejími hranicemi. Snaží se o vytváření pozitivního vnímání romské populace, a proto upozorňuje na Romy, kteří se prosadili ve společenském životě nebo umění či sportu. Ve vysílání se hovoří především v českém jazyce a nikoliv v romštině, aby mohli pořad poslouchat nejenom Romové.
U příležitosti Mezinárodního dne lidských práv se 10. prosince 2010 v centru Pražská křižovatka uskutečnilo vyhlášení cen druhého ročníku Gypsy Spirit 2010. Mezi oceněnými byl také Český rozhlas, u něhož porota ocenila i vysílání pořadu O Roma vakeren.